# Linda Elvira Kristensen

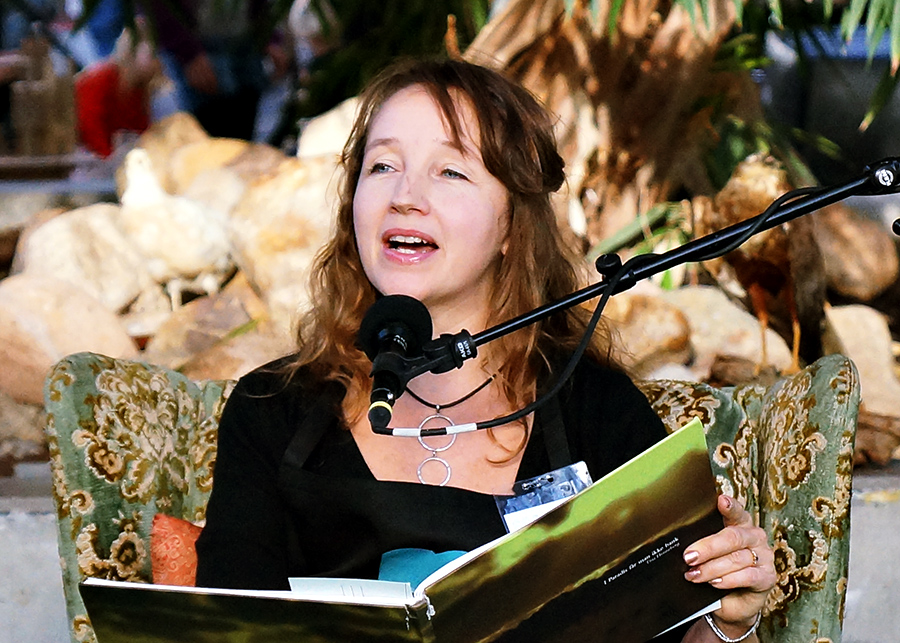
Linda Elvira während einer Lesung beim Bogforum 2014 in Kopenhagen.

Linda Elvira Kristensen (* 1. September 1966 in Odense) ist eine dänische Schauspielerin.

## Leben
Linda Elvira Kristensen absolvierte ihre professionelle Schauspielausbildung von 1985 bis 1989 an der Schauspielschule des Odense Teater, wo sie auch ihr Bühnendebüt als Darstellerin hatte und dort anschließend bis zum Jahr 1997 als festes Ensemblemitglied engagiert war. Als Bühnendarstellerin wirkte sie in zahlreichen Theaterstücken, Musicals, Varieté-Shows und in Kabarett-Programmen mit. Seit dem Jahr 1996 hat sie als Schauspielerin vor der Kamera in mehreren Filmen und Fernsehserien mitgewirkt. Sie ist auch als Synchronsprecherin für Zeichentrickfilme aktiv.
Sie war in erster Ehe von Juni 1997 bis 2003 mit dem Schauspieler und Moderator Timm Vladimir verheiratet. Die Ehe blieb kinderlos. Seit Juni 2007 ist sie in zweiter Ehe mit dem Schauspieler Thomas Magnussen (* 1973) verheiratet.

## Filmografie (Auswahl)
- 1996–2000: Madsen & Co. (Fernsehserie)
- 2002: Unit One – Die Spezialisten (Fernsehserie)
- 2008–2009: 2900 Happiness (Fernsehserie)
- 2009: Kleine Morde unter Nachbarn (Fernsehserie)
- 2012: Aurum
- 2013: Die Brücke – Transit in den Tod (Fernsehserie, 1 Folge)
- 2016: Grethe
- 2021: Die Schwesternschule (Fernsehserie)
- 2023: Shards from the Glass Ceiling